# ندای وظیفه: جنگاوری نوین ۳
ندای وظیفه: جنگاوری نوین ۳ (به انگلیسی: Call of Duty: Modern Warfare 3) یک بازی ویدئویی در سبک تیراندازی اول شخص از مجموعه بازی‌های ندای وظیفه است که توسط استودیو اینفینیتی وارد و اسلج‌همر گیمز ساخته شده است و به‌وسیلهٔ شرکت اکتیویژن برای پلی‌استیشن ۳، اکس‌باکس ۳۶۰، وی و مایکروسافت ویندوز در نوامبر ۲۰۱۱ منتشر شده است. ندای وظیفه: جنگاوری نوین ۳، سومین بازی سری جنگاوری نوین و هشتمین بازی از سری بازی‌های ندای وظیفه به‌شمار می‌رود.

## روند بازی
جنگاوری نوین ۳ یک بازی تیراندازی اول شخص است که شباهت زیادی به سری‌های قبلی خود دارد. اکتیویژن در گیمزکام در سال ۲۰۱۱ تأیید کرد که جنگاوری نوین ۳ بر روی مایکروسافت ویندوز دارای پشتیبانی از سرورهای اختصاصی است.

### مشارکتی[الف]
جنگاوری نوین ۳ دارای سبکی جدید به نام بقا است. در این سبک از بازی، یک یا دو بازیکن به‌شکل تمام نشدنی با موج‌هایی از دشمن به نبرد پرداخته و در هر مرحله بازی دشوارتر می‌شود. با اینکه این سبک از بازی شباهت زیادی به سبک نازی زامبی در نسخهٔ جهان در جنگ دارد، اما برخلاف زامبی‌ها که در محل‌های ثابتی ایجاد می‌شدند، در این سبک بسته به محل کنونی بازیکن، دشمنان در محل‌های تاکتیکی ظاهر می‌شوند. این سبک برای تمام نقشه‌های چندنفره بازی موجود است. بازیکنان برای خرید مواردی چون سلاح‌ها، ارتقا، تیر و خشاب، و تجهیزات و پشتیبانی هوایی و زمینی پول کسب می‌کنند. عملیات ویژه نیز در اینجا همچون نسخهٔ جنگاوری نوین ۲ وجود دارد. برخلاف نسخهٔ قبلی بازی که حداکثر ۶۹ ستاره داشت، در این نسخه، عملیات چالش‌برانگیز حداکثر ۴۸ ستاره دارا می‌باشد. برخی از سلاح‌ها در عملیات ویژه خاص همان سبک بازی هستند و برای بازی در سبک چندنفره وجود ندارند.

### بخش چندنفره
در این بخش تمام سیستم جایزه‌ای کیل استریک دگرگون شده است. کیل استریک در اینجا پوینت استریک نام گرفته است و دیگر کشتن تنها راه برای افزایش پوینت استریک بازیکن نیست. کامل کردن اهدافی مانند کار گذاشتن بمب در جستجو و تخریب یا گرفتن پرچم در تصاحب پرچم موجب افزایش پوینت در پوینت استریک می‌گردد. پاداش‌های پوینت استریک در سه بستهٔ ضربتی مختلف طبقه‌بندی می‌شوند: تهاجم، پشتیبانی، متخصص.
بستهٔ ضربتی تهاجم همانند سیستم جایزه‌ای کیل استریک در نسخه‌های جنگاوری نوین ۲ و بلک اپس کار می‌کند. بازیکن باید بدون اینکه بمیرد پوینت‌های بیشتری را به دست آورد. هنگامی که بازیکن بمیرد پوینت‌های وی صفر می‌شود. به‌طور مشابه، بستهٔ ضربتی متخصص بعد از هر ثانیه کشتار متوالی به بازیکن پرک‌هایی (انرژی) پاداش می‌دهد. اما بعد از مرگ بازیکن، تمام پرک‌ها از دست می‌رود و پوینت‌ها صفر می‌شود. برخلاف آن، بستهٔ ضربتی پشتیبانی بر مبنای پوینت‌های کلی که بازیکن در جریان تمام بازی به دست آورده است و صرفه نظر از تعداد دفعات مرگ بازیکن پاداش داده می‌شود. لازم است که ذکر شود، اگر یک بازیکن در طی بازی به یک کلاس کاستیوم با سیتم جایزه‌ای متفاوت (چه تهاجم و چه متخصص) تغییر دهد، تمام پوینت‌ها به‌طور خودکار صفر می‌شوند. به بازیکنان اجازه داده می‌شود تا زمانی‌که جایزهٔ پوینت استریک را در حین بازی به دست می‌آورند نوع آن را انتخاب کنند، و به‌شکل انتخاب آن‌ها در بین راندها نیست.
جنگاوری نوین ۳ علاوه بر دگرگون کردن تمام سیستم جایزه‌ای کیل استریک، دارای یک سیستم رتبه‌بندی و بازشدن قفل‌ها کاملاً تغییریافته است و از یک سیستم پولی برای بازکردن قفل‌ها استفاده نمی‌کند. سلاح اولیهٔ بازیکن همراه با وی ارتقا می‌یابد و تعدادی از پرک‌های قابلیتی نظیر متعلقات (یا همان اتچمنت، که اجازهٔ دو مورد را می‌دهد و جایگزین پرک‌های بلینگ و وارلورد شده است)، ضربه (یا همان کیک، کاهش لگدزنی اسلحه هنگام نشانه گرفتن) و فوکوس(کاهش پرش به عقب حین شلیک) باز می‌شوند. فقط یک قابلیت را می‌توان روی یک سلاح اولیه قرار داد. یک قابلیت جدید توانایی تجهیز یک سلاح با اسکوپ‌های هیبرید (دوربین‌های دورگه) نظیر دید رفلکس است که مشابه دوربین پیشرفته تفنگ جنگی در همان سلاح است و بازیکن می‌تواند اسکوپ‌ها را تغییر دهد.

### عملیات ویژه
سبک بازی عملیات ویژه از نسخهٔ ندای وظیفه: جنگ آوری نوین ۲ در اینجا نیز وجود دارد و دارای ویژگی‌هایی است که قابلیت بازی مجدد آن را بیشتر کرده و آن را شبیه سایر سبک‌های بازی نظیر نازی زامبی و هوردز (در بازی تجهیزات جنگی) کرده است. یکی از تغییرات آن این است که سطوح عملیات ویژهٔ جدید راحت‌تر باز می‌شوند که برای بازیکن‌های غیرحرفه‌ای و موقتی خوب است، اما برای بازیکن‌هایی که به دنبال چالش هستند نامطلوب است. دو سبک اصلی عملیات ویژه عبارتند از: یکی که به‌طور کلی مشابه بازی جنگاوری نوین قبلی است و یک بازی مبتنی بر موج جدید که در آن بازیکن به تنهایی یا همراه با یک رفیق دیگر در یک نقشهٔ چند نفره قرار داده می‌شود و در برابر امواج دشمن از یک ناحیه محافظت می‌کند. بین امواج، بازیکن می‌تواند با اکس پی‌هایی که در هر راند به دست آورده است، گزینه‌های حمایتی بخرد.

### الیت
«ندای وظیفه: نخبگان» (الیت) یک سرویس آنلاین بود که توسط استودیو بیچ هد برای بخش چندنفره ندای وظیفه: جنگاوری نوین ۳ (همچون قسمت قبلی این سری، ندای وظیفه: بلک آپس توسعه یافت.). اولین بار در E3 2011 به نمایش گذاشته شد و در ۸ نوامبر ۲۰۱۱ همزمان با انتشار  «جنگاوری نوین ۳» منتشر شد. نسخه رایگان شامل ویژگی هایی مانند آمار طول عمر و ادغام شبکه های اجتماعی بود. این شامل محتوای قابل دانلود ماهانه بود. این سرویس توسط اکتیویژن در ۲۸ فوریه ۲۰۱۴ بسته شد و از ندای وظیفه: اشباح پشتیبانی نمی‌کرد

### محتوای قابل دانلود
محتوای دانلودی (DLC) موجود برای جنگاوری نوین ۳ مجموعهای از نقشه‌های چند نفره اضافی، مأموریت‌ها و عملیات ویژه و نقشه‌های Face-Off است که ارائه شد. به عنوان بخشی از عضویت ممتاز ندای وظیفه الیت. محتوای قابل دانلود به چهار مجموعه محتوا منحصربفرد تقسیم شد، که هر کدام دارای 2 تا 3 بسته محتوا بود. در طول انتشار جنگاوری نوین ۳ و ندای وظیفه الیت به اعضای ممتاز سرویس در یک دوره ۹ ماهه ۲۰ قطعه DLC وعده داده شد که هر ماه برای هر پلتفرم محتوا منتشر می شود. این تعداد در تقویم رسمی محتوای الیت به ۲۲ افزایش یافت. در ابتدا، تمام محتوای قابل دانلود فقط برای اعضای ممتاز ندای وظیفه الیت در دسترس بود. کاربران اکس باکس ۳۶۰ همه DLC ها را حدود یک ماه قبل از کاربران پلی استیشن ۳ بدون توجه به عضویت الیت به دلیل قرارداد ویژه بین مایکروسافت و اکتیویژن دریافت کردند. به عنوان مثال، اولین مجموعه در ۲۴ ژانویه بر روی اکس باکس ۳۶۰ و در ۲۸ فوریه بر روی پلی استیشن ۳ عرضه شد. پخش محتوای ویژه به صورت ماهانه به طور انحصاری برای همه اعضای ممتاز و مؤسس ندای وظیفه الیت منتشر شد. تا پایان فصل محتوای ۲۰۱۲ جنگاوری نوین ۳ در مجموع ۹ DLC ماهانه منتشر شد. سپتامبر آخرین ماهی بود که DLC برای اکس باکس ۳۶۰ منتشر شد و اکتبر آخرین ماه برای پلی استیشن ۳ بود. از آنجایی که الیت برای گیمرهای رایانه شخصی در دسترس نبود، DLC فقط در قالب مجموعه محتوا منتشر شد. در ۹ می ۲۰۱۲، اعلام شد که حالت Face-Off به جنگاوری نوین ۳ معرفی خواهد شد. این حالت شامل نقشه های کوچکتری بود که مسابقات گیم پلی سریع را ترویج می کرد. Face-Off شامل گزینه‌هایی برای نبردهای 1v1، 2v2 و 3v3 بود. دو نقشه رایگان Face-Off در تاریخ ۱۵ مه ۲۰۱۲ برای همه مشترکین طلایی ایکس‌باکس لایو‌گلد بدون توجه به عضویت ندای وظیفه الیت در دسترس قرار گرفت.

## داستان
چند ساعت از کشته شدن ژنرال شپرد به دست جان «سوپ» مک‌تاویش می‌گذرد. پرایس و نیکولای، سوپ را که مجروح شده بود به مکان امنی که توسط لویالیست‌های روسی مورد استفاده قرار می‌گیرد، در هیماچال پرادش، شمال هند، می‌برند ولی زود می‌فهمند که ولادمیر ماکاروف، نیروهای خود را برای کشتن آن‌ها فرستاده است. یوری، یک لویالیست که برای نیکولای کار می‌کند و از دیگر سربازانش به او وفادار تر است، سوپ و پرایس را همراهی می‌کند تا از سد نیروهای ماکاروف بگذرند. در همین زمان، جنگ بین روسیه و ایالات متحده آمریکا با زحمات یکی از تیم‌های نیروی دلتا، با لقب متال به نفع آمریکا انجام می‌گیرد و آمریکا، نیویورک را حفظ می‌کنند.
دو ماه بعد، ماکاروف به یک هواپیما که در راه هامبورگ بود و رئیس‌جمهور روسیه، بوریس ورشوسکی در آن بود، حمله می‌کند تا جلوی او را که قصد داشت با آمریکا صلح کند، بگیرد. بعد از سقوط هواپیما، بعضی از اعضای فدرال محافظ، توانستند جان سالم به در ببرند. آن‌ها که سعی در حفاظت از ورشوسکی داشتند، توسط مکاروو و افراد او وقتی که آن‌ها سعی دررفتن از محل سانحه با استفاده از بالگرد داشتند، کشته می‌شوند. ماکاروف نقشه‌های خود را دربارهٔ آیندهٔ روسیه با ورشوسکی درمیان می‌گذارد. قصدش این است که روسیه همهٔ اروپا را با استفاده از سلاح‌های هسته‌ای روسیه تصرف کند. ورشوسکی قصد گفتن رمز پرتاب بمب‌های هسته‌ای را ندارد و ماکاروف چاره‌ای جز استفاده از نقطه ضعف ورشوسکی، دخترش آلنا ورشوسکی را ندارد و به افراد خود دستور داده تا او را پیدا کنند و گروگان بگیرند. متعاقباً، او دستور می‌دهد بمب‌های شیمیایی را از سیرالئون به هر پایتخت کشورهای وابسته به ناتو منتقل کنند تا شبکه‌های اطلاعاتی و پایگاه‌های نظامی آنها را فلج کند. علی‌رغم تلاش‌های یک تیم اس.آ. اس برای جلوگیری از انفجار در لندن بی‌نتیجه می‌ماند. این حملات شیمیایی، سبب کشته شدن شمار فراوانی از مردم ساکن اروپا و پایگاه‌های نظامی و نیروهای ویژه کشورهای اروپایی شده و به روسیه این فرصت را می‌دهد تا این کشورها را تصرف کند که آمریکا نیز نیروهای خود را علیه روسیه می‌فرستد. تیم پرایس، دستوری از سرلشکر مکمیلان گرفته تا به سومالی بروند و شخصی به نام وارابی (به معنی کفتار) را بگیرند و از ماکاروف اطلاعات به دست آورند. آن‌ها می‌فهمند که شخصی به نام Volk (به معنی قوم) رابط بین وارابی و ماکاروف است و برای ماکاروف بمب می‌سازد و رئیس شرکت صنایع fregeta است. تیم متال Volk را در پاریس با همکاری تیم GIGN از فرانسه و دیگر نیروهای آمریکایی دستگیر می‌کنند.
متال برای تیم پرایس اطلاعات ماکاروف را که از Volk به دست آورده‌اند را شرح می‌دهند. ماکاروف در شهر پراگ، جمهوری چک است و تیم پرایس با همکاری کاماروف (از دوستان قدیمی کاپیتان پرایس که اولین بار در ندای وظیفه ۴ حضور داشت) که یک Loyalist است و نیروهای پایدار چک به محل مناسب جهت کشتن ماکاروف می‌روند هرچند ماکاروف این را از قبل می‌دانست و با کار گذاشتن بمب کاماروف را می‌کشد و سعی در کشتن پرایس، سوپ و یوری دارد که سوپ مجروح می‌شود ولی قبل از آن می‌شنود که ماکاروف می‌گوید: «یوری، دوست من، تو هیچ وقت نباید به اینجا می‌آمدی.» و می‌فهمد که ماکاروف یوری را می‌شناسد. در حالی که پرایس و یوری زحمت زیادی برای نجات دادن سوپ کشیدند، اما سوپ بر اثر خون‌ریزی زیاد جانش را از دست می‌دهد امّا قبل از مرگ به پرایس می‌گوید که مکاروو یوری را می‌شناسد. پرایس و یوری که توسط نیروهای ماکاروف محاصره می‌شوند، توسط زحمات و قربانی شدن نیروهای پایدار چک فرار می‌کنند. پرایس با نشانه گرفتن تفنگ به سمت یوری سعی می‌کند بفهمد منظور مکاروو چه بوده است. یوری اعتراف می‌کند که «جوان و میهن‌پرست» بوده و یک ملی‌گرا بوده است که با مکاروو در پریپیات، اوکراین در زمستان سال ۱۹۹۶ کار می‌کرده است، زمانی که ستوان پرایس و سروان مک‌میلان سعی در قتل ایمران زاکائِو داشتند ولی زاکائِو دست چپش را از دست داد و با این وجود با کمک یوری و مکاروو زنده ماند گرچه یوری مدعی بود که در جریان بمب هسته‌ای که در شهر بصره در کشور عراق به دستور خالد اسد توسط مکاروو منفجر شد، قصد بدی نداشته است و باعث شد حس عجیبی نسبت به مکاروو دست پیدا کند و به همین دلیل نقشهٔ مکاروو حمله به فرودگاه بین‌المللی زاکائف در مسکو، روسیه و قتل‌عام مردم در آنجا بود را آشکار کند ولی مکاروو از خیانت دوست قدیمی‌اش مطلع شد و یوری را مجروح کرد و بدن نیمه جان او را رها کرد ولی یوری که هنوز زنده بود خود را به تیم مکاروو رسانده و از تفنگ یک نگهبان کشته شده‌استفاده می‌کند تا جلوی آن‌ها را بگیرد اما موفق نمی‌شود و بیشتر مجروح می‌شود که یکی از نگهبانان فرودگاه یوری را نجات می‌دهد. یوری با اعترافاتش، خود را نجات می‌دهد.
پرایس و یوری با رفتن به یک قلعه در نزدیکی شهر پراگ، در میابد که رئیس‌جمهور روسیه، ورشوسکی، توسط مکاروو به گروگان گرفته شده و می‌فهمند که دختر او در شهر برلین است. با وجود تلاش‌های تیم متال، آن‌ها موفق به نجات آلنا ورشوسکی نمی‌شوند و نیروهای ماکاروف با آلنا فرار می‌کنند. تیم متال و تیم پرایس، یگان رزمی ۱۴۱، به یک معدن الماس در سیبری می‌روند و ورشوسکی و دخترش را نجات می‌دهند. در همین حین یوری مجروح شده و تیم متال، پرایس و یوری را پوشش می‌دهد تا آن‌ها بروند و خودشان قربانی می‌شوند. با نجات دادن رئیس‌جمهور روسیه، همهٔ نیروهای روسی دستور میابند تا حمله را متوقف کنند و آمریکا و روسیه با یکدیگر صلح می‌کنند. سه ماه پس از اتمام جنگ، پرایس و یوری به یک هتل در امارات حمله می‌کنند تا مکاروو را بکشند. پس از اینکه پرایس و یوری به محلی که مکاروو در آنجا بود می‌رسند، یکی از بالگردهای نیروهای مکاروو به آن‌ها حمله می‌کند ولی پرایس نجات میابد و می‌فهمد که یوری مجروح شده و میله‌ای در شکم او فرورفته‌است. پرایس به بالگرد ماکاروف نزدیک شده و خلبانهای بالگرد را می‌کشد. پرایس سعی دارد بالگرد را هدایت کند امّا بالگرد سقوط می‌کند. پرایس و مکاروو که مجروح شده‌اند، سعی دارند به تفنگی که میان آن‌ها است برسند. پرایس تفنگ را می‌گیرد امّا مکاروو جلوی او را گرفته و خودش تفنگ را در دست می‌گیرد. در آخرین لحظات، یوری مجروح به مکاروو شلیک می‌کند امّا مکاروو با عکس‌العمل خود یوری را می‌کشد. پرایس از این موقعیت استفاده کرده و طنابی دور گردن مکاروو می‌بندد و با او از سقف آویزان می‌شود و مکاروو دار زده می‌شود. پرایس با روشن کردن یک سیگار و تماشای جسد مکاروو که آویزان است، پیروزی خود را جشن می‌گیرد.

## موسیقی
در نسخه قبل، هانس زیمر کار ساخت موسیقی‌های بازی را انجام داده بود و در این نسخه نیز شاهد حضور یک آهنگساز خوب دیگر در بازی هستیم. موسیقی‌های در این بازی را برایان تایلر انجام داده که آهنگسازی فیلم‌هایی مانند کنستانتین، سه فیلم آخر از سری سریع و خشمگین و چشم عقاب را در پرونده کاری خود دارد. موسیقی‌ها با شکل و شمایلی حماسی در بازی طراحی شده‌اند که هیجان صحنه‌ها را بالا ببرند و بازیکنان را به خوبی در روند بازی قرار دهند. موسیقی در صحنه‌های مختلفی که در بازی مشاهده می‌شود، نقش زیادی در انتقال حس به بازیکنان را دارد.
تنوع موسیقی‌ها و به کار بردن آن‌ها در بازی نیز بسیار خوب است. البته باید به این موضوع هم اشاره کرد که در برخی از قسمت‌ها تنها صدای محیط و صدای رفت‌وآمد نیروهای دشمن شنیده می‌شود. از دیگر بخش‌های بازی می‌توان به صداگذاری روی شخصیت‌های بازی اشاره کرد. در اکثر صحنه‌هایی که بین مراحل بازی به نمایش در می‌آیند، شاهد صحبت‌هایی خواهید بود که شخصیت‌های بازی انجام می‌دهند.
در جنگاوری نوین ۳ صداپیشه‌هایی که در نسخه‌های قبلی حضور داشتند نیز دیده می‌شوند تا دوباره به جای شخصیت‌های بازی صحبت کنند. کوین مک کید و بیلی مورای همچنان صداپیشه شخصیت‌های جان مک‌تاویش و کاپیتان پرایس هستند. اشخاص دیگری مانند رومن وارشاوسکی و ویلیام فیکنر نیز به جای شخصیت‌های ماکاروف و سندمن در بازی صحبت کرده‌اند.

## بازتاب‌ها
| گردآورنده | امتیاز                                              |
| --------- | --------------------------------------------------- |
| متاکریتیک | (PC) 78/100 (PS3) 88/100 (Wii) 70/100 (X360) 88/100 |

| ناشر                   | امتیاز            |
| ---------------------- | ----------------- |
| وان‌آپ.کام              | A-                |
| یوروگیمر               | 8/10              |
| گیم اینفورمر           | 9/10              |
| گیم‌اسپات               | 8.5/10            |
| گیم‌تریلرز              | 9.3/10            |
| جاینت بامب             | [ ۱۶ ]            |
| آی‌جی‌ان                 | 9/10 (Wii) 4.5/10 |
| جویستیک                | [ ۱۹ ]            |
| اواکس‌ام (ایالات متحده) | 8.5/10            |
| The Daily Telegraph    | [ ۲۱ ]            |